# Manuscrit Vaudry de Saizenay
Le manuscrit « Vaudry de Saizenay », source musicale de première importance, baptisé du nom de son possesseur et copiste Jean-Étienne Vaudry de Saizenay, est un recueil de pièces pour théorbe et luth. Il est conservé à la Bibliothèque de la ville de Besançon et consiste en deux volumes, cotés 279152 et 279153, reliés en veau marbré, estampés à chaud.

## Le possesseur et copiste
Jean-Étienne Vaudry, seigneur de Saizenay (1668-1742), conseiller au Parlement de Besançon, musicien amateur qui jouait sans aucun doute du luth et du théorbe, a été l'élève de Robert de Visée et de Guillaume Jacquesson. La qualité de sa graphie est assez remarquable et le soin qu'il a mis à retranscrire les pièces rendent ce manuscrit utilisable sans le moindre problème pour les musiciens actuels. Dans un des deux manuscrits, il précise "J'ai commencé le 4.e aoust 1699.", mais vu la quantité de pièces retranscrites, on peut imaginer que cette compilation s'est étendue sur plusieurs années.

## Contenu

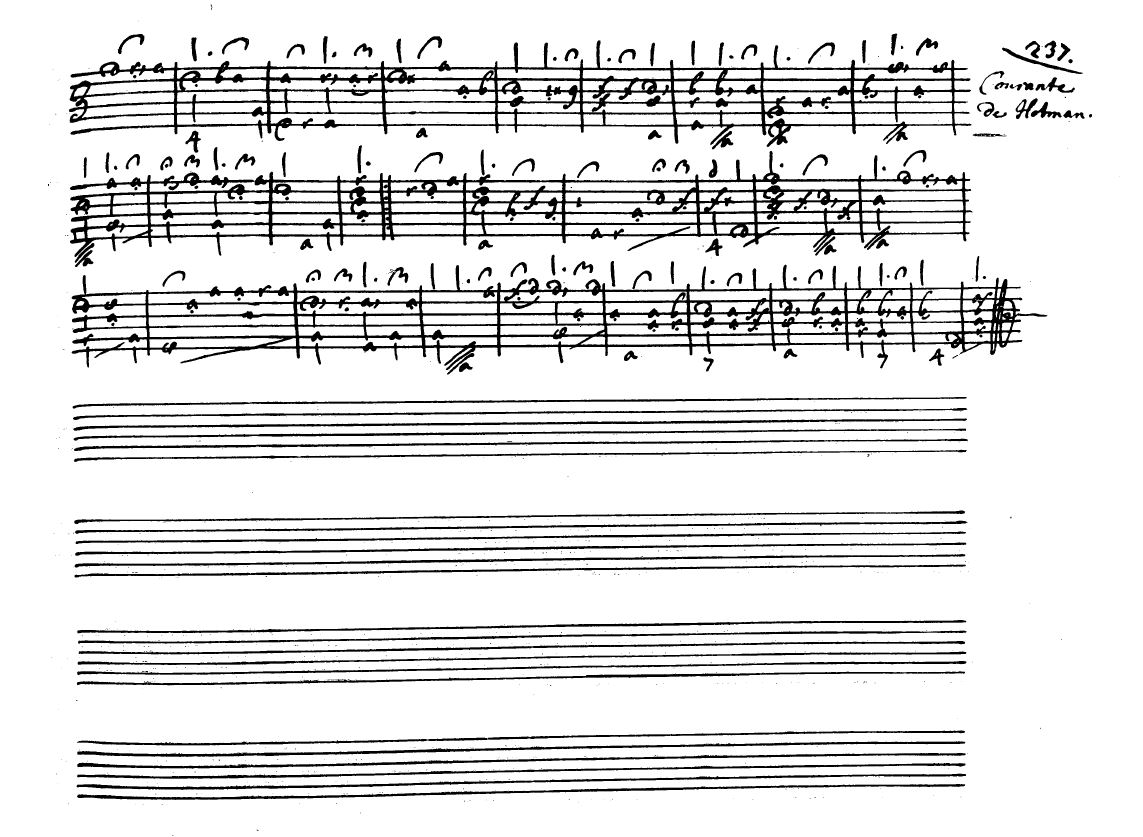
Courante de N. Hotman (Besançon BM : Ms. 279152-153, dit Ms. Vaudry de Saizenay).

Les pièces pour luth sont écrites pour le luth baroque (11 chœurs, avec le nouvel accord), tandis que celles de théorbe sont destinées à un instrument à 14 cordes.
Les compositeurs représentés dans le recueil sont nombreux. S'y trouvent :
- des pièces de luth et de théorbe de Robert de Visée, Étienne Le Moyne, Nicolas Hotman ;
- des pièces de théorbe de Charles Hurel ;
- des pièces de luth de Guillaume Jacquesson, Charles-François Du But, Pierre Du But, Ennemond Gaultier, Denis Gaultier, Hémond (Aymont), Charles Mouton, Germain Pinel, François du Fault, Antoine Gallot, Jacques Gallot, Jacques Hilaire d'Olivet, Charles Fleury de Blancrocher, Du Pré d'Angleterre, Laurent Du Pré, Guillaume Hardel, Henry, Pierre La Barre, Jan Antonin Losy, Valentin Strobel, Vincent.

Un certain nombre de pièces sont anonymes ; il semble qu'un certain nombre des transcriptions de pièces de Lully ou Couperin qui y figurent seraient dues à Robert de Visée, encore que Gérard Rebours a pu identifier une transcription émanant de Vaudry lui-même.
L'ensemble des deux volumes comporte plus de 500 pages, ce qui en fait un témoignage exceptionnel de la richesse et de la diversité du répertoire et de la pratique du luth et du théorbe en France dans la seconde moitié du XVIIe siècle et au début du XVIIIe.

## Source et fac similé
- Le manuscrit est consultable en ligne sur le site Mémoire vive, patrimoine numérisé de Besançon.
- Manuscrit Vaudry de Saizenay — Tablature de luth et de théorbe de divers auteurs, 1699. Introduction de Claude Chauvel. Réédition en facsimilé, Minkoff Éditions, Genève, 1980. 1 volume in-4° de 584 pages.  (ISBN 2-8266-0685-9).

## Discographie
Si de nombreux interprètes (Hopkinson Smith, Pascal Monteilhet, Yasunori Imamura...) ont gravé des sélections de pièces pour théorbe de Robert de Visée, Claire Antonini a publié en 2009 un récital intégralement consacré à la partie du manuscrit dévolue au luth, donnant ainsi à entendre des auteurs moins connus comme Jacquesson, Du Pré ou de Launay.